# نتائج احتجاجات جورج فلويد في منيابولس وسانت بول
تصف نتائج احتجاجات جورج فلويد في منيابولس وسانت بول نتيجة الأحداث التي وقعت بين 26 مايو 2020 و 7 يونيو 2020، في المدن التوأم الكبرى في ولاية مينيسوتا الأمريكية.
بدأت الاحتجاجات نتيجةً لجريمة قتل جورج فلويد، وهو رجل أمريكي من أصل أفريقي يبلغ من العمر 46 عامًا، في 25 مايو 2020، بعد أن ركع ضابط شرطة منيابولس ديريك شوفين على رقبة فلويد لمدة 9 دقائق و29 ثانية، وقد ساعدهُ ثلاثة ضباط آخرين في أثناء الاعتقال.
سُجِّل الحادث في مقطع فيديو لأحد المارة، وأثار غضب الرأي العام، إذ جرى تداول الفيديو بسرعة في وسائل الإعلام في اليوم التالي.
كانت الاحتجاجات التي اندلعت في منيابولس في 26 مايو سلمية في البداية.
ولكن، أدت فترة الاضطرابات، التي استمرت أيامًا عدة -تحديدًا الليالي الثلاث من أعمال الشغب الخطيرة من 27 مايو إلى ساعات متأخرة من ليلة 29 مايو- إلى خسائر تقدر بنحو 550 مليون دولار في 1500 موقع عقاري، واعتقال 604، و164 حادثة حرق متعمد، ومقتل شخصين.
نشرَ حاكم ولاية مينيسوتا تيم والز الحرس الوطني للولاية لقمع الاضطرابات المدنية، إذ عادت الاحتجاجات على مقتل جورج فلويد بصورة أحداث سلمية غالبًا بعد 30 مايو 2020،  مع استمرار الاحتجاجات على الظلم العنصري في عامي 2020 و2021.
أثارت لقطات فيديو لمقتل جورج فلويد والتغطية الإعلامية للأحداث الأولية في منيابولس حركة احتجاج عالمية ضد وحشية الشرطة وعدم المساواة العرقية.
كانت المرحلة الأولى من الاضطرابات المحلية في منيابولس وسانت بول ومجتمعات الضواحي المتحضرة هي الاضطرابات الثانية الأكثر تدميرًا في تاريخ الولايات المتحدة، بعد أعمال الشغب في لوس أنجلوس عام 1992.
بحلول أوائل مايو 2020، تجاهلت وسائل الإعلام الوطنية الأحداث في منيابولس وسانت بول، إذ تحوّل الاهتمام إلى الأحداث في أماكن أخرى، ولكن السكان المحليين والمسؤولين غرقوا في أعقاب الاضطرابات التاريخية وتدمير الممتلكات وسط حساب عنصري مستمر.
إذ استمرت التحقيقات مع المتظاهرين وأساليب الشرطة خلال الاضطرابات في عام 2022.

## الاستجابة للاضطراب المدني

### الإجراءات الحكومية

#### الهجمات على المارة والصحفيين
أطلقت قوات الشرطة الغاز المسيل للدموع والذخائر الأقل فتكًا على حشود من الناس بينهم مارة وصحفيون في أثناء الاضطرابات.
قال بعض النشطاء إن عدة حالات جاءت دون سابق إنذار، وتم توجيهها إلى مجموعات تتظاهر سلميًا.
أطلق ضباط شرطة منيابولس 5200 طلقة أقل فتكًا على مدار الستة أيام الأولية من الاضطرابات، وسعى 57 شخصًا للحصول على رعاية عاجلة خلال الاحتجاجات في الفترة من 26 أيار إلى 15 حزيران 2020، منهم 23 أصيبوا في الرأس أو الوجه، و 16 يعانون من اصابات مؤلمة في الدماغ.
أظهر مقطع فيديو لحادث جرى تداوله على الإنترنت ضباط شرطة يفرضون حظر تجول، ويأمرون السكان بدخول المنازل، وبعد عدة مطالب، أطلقوا طلقات مطاطية على السكان.
كان الحادث واحدًا من 68 مقطع فيديو لقوة الشرطة المفرطة في أثناء احتجاجات جورج فلويد التي جمعتها برو بابليكا (ProPublica). بحلول يونيو 2021، نفى كل من الحرس الوطني في مينيسوتا، وخفر ولاية مينيسوتا، وإدارة شرطة منيابولس تورطهم في الحادث، ولم يتعرض أي من الضباط للتأديب.
على مدار الأسبوعين الأولين من الاحتجاجات والاضطرابات، تعرض 40 صحفيًا إما للهجوم أو تضررت معداتهم أو اعتُقلوا، وفقًا للبيانات التي أعدتها منظمة تعقب حرية الصحافة الأمريكية.
أصيبت ليندا تيرادو، المصورة الصحفية، في أثناء تصوير تفاعلات الشرطة مع حشد تجمع بعد حظر التجول، بالعمى في عين واحدة بعد إصابتها برصاصة غير مميتة أطلقتها شرطة منيابولس في 29 مايو.
أصيبت مراسلة شركة أكسبريسن Expressen)) السويدية نينا سفانبرغ برصاصة مطاطية، ولاحظ المصور الصحفي التابع لفي جي (VG) توماس نيلسون أن ليزرًا أحمر وُجِّه عليه.
جرى إطلاق الرصاص المطاطي على توم أفيليس، المصور الصحفي في قناة دبليو سي سي أوه ((WCCO-TV، واعتقل مساء 30 مايو على الهواء مباشرة  وأطلق سراحه لاحقًا.
ألقى ضباط دورية ولاية مينيسوتا القبض على مراسل سي إن إن عمر خيمينيز وطاقم كاميرته في صباح يوم 29 مايو، وذكرَ خيمينيز ذلك مباشرةً على التلفاز.
بعد تدخل حاكم مينيسوتا تيم فالز، أطلِق سراح معظم أفراد الطاقم بعد ساعة.
سُجن حارس أمن من طاقم سي إن إن لأكثر من 20 ساعة، وقام لاحقًا برفع دعوى حقوق مدنية بقيمة 500 ألف دولار في المحكمة المحلية الأمريكية كما زَعَم أنه مستهدف لكونه أسود.
التقط مقطع فيديو لموقف سيارات في ليك ستريت وشارع نيكوليت ضباط دورية تابعين للدولة، يرتدون الزي الرسمي في 30 مايو، وهم يشرطون إطارات سيارات خالية كانت متوقفة بالقرب من الاحتجاجات، متضمنةً إطارات العديد من الصحفيين الذين كانوا يغطون الاضطرابات.